# Dipodium bicallosum
Dipodium bicallosum är en orkidéart som beskrevs av Johannes Jacobus Smith. Dipodium bicallosum ingår i släktet Dipodium och familjen orkidéer. Inga underarter finns listade i Catalogue of Life.